# Super Mario Galaxy 2
Super Mario Galaxy 2 ist ein Videospiel vom Genre Jump ’n’ Run, das vom japanischen Spielkonsolen-Hersteller Nintendo entwickelt und vertrieben wird. Das Spiel ist der vierte 3D- und der insgesamt 15. Teil der Super-Mario-Reihe. Es ist der Nachfolger von Super Mario Galaxy und ist am 11. Juni 2010 in Europa exklusiv für die Wii erschienen. Das Spiel baut auf der Spielmechanik des Vorgängers auf, erweitert diese jedoch um neue Spielelemente. Von Super Mario Galaxy 2 wurden bisher knapp 7 Millionen Einheiten verkauft. Seit dem 14. Januar 2015 bietet Nintendo Super Mario Galaxy 2 als Download-Titel für den Nintendo eShop der Wii U an.

## Gameplay
Das Gameplay ähnelt dem des Vorgängers Super Mario Galaxy. So spielt die Gravitationskraft, welche den Sprung von einem auf den anderen Planeten ermöglicht, wenn diese nah genug beieinander sind, wieder eine große Rolle. Diese wurde jedoch noch weiter ausgebaut, welches neue Arten von Levels ermöglicht. Zusätzlich gibt es nun die Möglichkeit auf dem Dinosaurier Yoshi zu reiten, welcher durch verschiedene Fähigkeiten Mario zur Hilfe steht. So kann Yoshi beispielsweise seine Zunge benutzen, um sich mit dieser über Abgründe zu schwingen oder Früchte essen, welche ihm verschiedene Kräfte, wie z. B. die Möglichkeit geben, schneller zu rennen. Durch das Ändern der Farbe erhält man außerdem folgende Möglichkeiten: Grüner Yoshi (normale Fähigkeiten), Roter Yoshi (Schnelligkeit), Blauer Yoshi (Flugkraft), Gelber Yoshi (Lichtfähigkeit im Dunkeln, ohne ihn fällt Mario ins Leere). Während man auf Yoshi reitet, signalisiert der rot gefärbte Zeiger, dass man mit diesem nun Yoshis Zunge kontrollieren kann, um diese beispielsweise auf eine bestimmte Stelle zu „schießen“. Dies kann dazu genutzt werden, um sich über Abgründe zu schwingen, Dinge herauszuziehen oder Gegner zu schlucken.
Zur Levelauswahl wird auf einen einfachen Kartenbildschirm gesetzt, wie sie z. B. auch in New Super Mario Bros. vorhanden ist. Es existiert jedoch auch eine zentrale Welt, welche vom Aussehen Marios Kopf nachempfunden ist, mit der man zu den einzelnen Levels auf der Karte navigieren kann. Außerdem wird diese Welt durch das Freispielen neuer Fähigkeiten ständig erweitert.
Super Mario Galaxy 2 beinhaltet auch eine Hilfefunktion, welche der aus New Super Mario Bros. Wii ähnelt. Bei dieser optionalen Funktion übernimmt der Computer die Steuerung über die Figur und spielt für einen den Level fertig, wenn der Spieler Schwierigkeiten hat, dies zu meistern. Beim Beenden des Levels erhält man jedoch nur einen Bronzestern, wodurch der Spieler dazu gezwungen ist, das Level selbst abzuschließen, um den normalen Stern zu erhalten. Des Weiteren gibt es einige Monitore (Tippkanäle), welche dem Spieler Tipps zur Lösung des Levels geben.

## Entwicklung
Kurz nach der Entwicklung von Super Mario Galaxy schlug Shigeru Miyamoto dem Entwicklerteam vor, einen Nachfolger zu produzieren. Ursprünglich sollte dieses Spiel nur Variationen der aus Super Mario Galaxy bekannten Levels bieten, weshalb es intern auch „Super Mario Galaxy 1.5“ genannt wurde. Die geschätzte Entwicklungszeit lag bei einem Jahr. Nachdem aber mehr und mehr neue Ideen und Funktionen zum Spiel hinzukamen, entschloss man sich, doch eine Fortsetzung zu machen. Dadurch verlängerte sich die Entwicklungszeit und es dauerte nun insgesamt zweieinhalb Jahre, bis die Entwicklung des Spiels fertig war. Super Mario Galaxy 2 wurde schließlich auf der Electronic Entertainment Expo 2009 am 2. Juni der Öffentlichkeit vorgestellt. Es wurde auch bekannt, dass ca. 95 Prozent neuer Inhalt enthalten ist, wobei der Rest aus älteren Mario-Spielen stammt. Außerdem soll das Spiel einen höheren Schwierigkeitsgrad haben.

## Rezeption
Super Mario Galaxy 2 erhielt überwiegend positive Wertungen. Auf Metacritic erreicht es einen Metascore von 97 und liegt damit auf Platz 7 der besten Videospiele aller Zeiten und auf Platz 2 der besten Wii-Spiele aller Zeiten, in beiden Listen direkt hinter dem Vorgänger Super Mario Galaxy.
Auf GameRankings lag das Spiel mit 97,35 % auf Platz 7 der besten Spiele aller Zeiten und auf Platz 2 der besten Wii-Spiele. Damit lag es ebenfalls hinter dem Vorgänger Super Mario Galaxy mit 97,64 %.

„Super Mario Galaxy 2 übertrifft alle Erwartungen an eine gelungene Fortsetzung. Das Spiel ist kein müder Aufguss, auch keine Resteverwertung von Ideen, die es nicht in den Vorgänger geschafft haben, sondern eine konsequente Steigerung in allen Belangen.“

„Auch wenn Mario keinen Riesensprung nach vorne macht: Es ist ein ausgezeichnetes Jump&Run mit fantasievollem Leveldesign“